# Staurothele drummondii
Staurothele drummondii är en lavart som först beskrevs av Edward Tuckerman, och fick sitt nu gällande namn av Edward Tuckerman. Staurothele drummondii ingår i släktet Staurothele och familjen Verrucariaceae.   Inga underarter finns listade i Catalogue of Life.